# チェコスロバキアの国旗
チェコスロバキアの国旗は、1920年5月30日に制定された。青、白、赤の三色（汎スラヴ色）が使われている。
建国当初はボヘミアの紋章に由来する白赤の横二色旗を使用していたが、ポーランドの国旗と同じ柄である為、1920年にスロバキア、モラヴィアを表す青の三角を加えた。1948年に共産化し、1960年に正式国名を「チェコスロバキア社会主義共和国」とした後も国旗は変わらなかった。
1993年の連邦解体後は、チェコがチェコスロバキアの国旗を引き継ぎ（チェコの国旗）、スロバキアは新たな国旗を制定している。

## 構成共和国の旗

?チェコ社会主義共和国およびチェコ共和国の国旗（1969年-1992年）
?スロバキア社会主義共和国およびスロバキア共和国の国旗（1969年-1992年）

## 歴史的な旗

?ボヘミアとチェコスロバキアの旗（1918年-1920年）
?チェコスロバキアの国旗（1919年）
?チェコスロバキアの国旗（1920年）
?チェコスロバキアの国旗（1920年-1992年）(2:3)
?チェコスロバキアの国旗（別の仕様、1920年-1992年）(9:16)

## 軍艦旗・大統領旗

?チェコスロバキアの軍艦旗（1935年-1955年）
?チェコスロバキア社会主義共和国時代の軍艦旗（1955年-1960年）
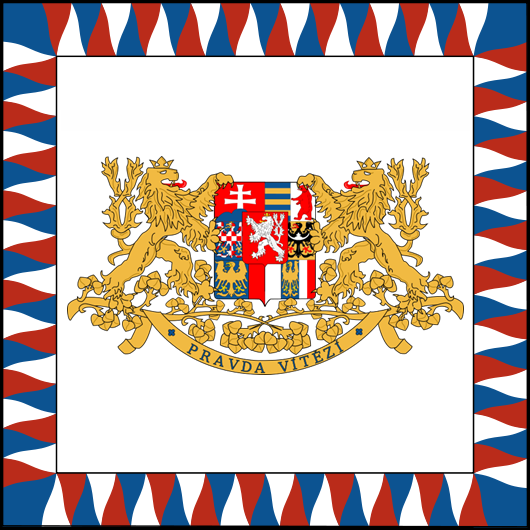
?チェコスロバキアの大統領旗（1918年-1960年）
?チェコスロバキア社会主義共和国の大統領旗（1960年-1990年）
?チェコスロバキアの大統領旗（1990年-1992年）

## その他の旗

?チェコスロバキア共産党の党旗
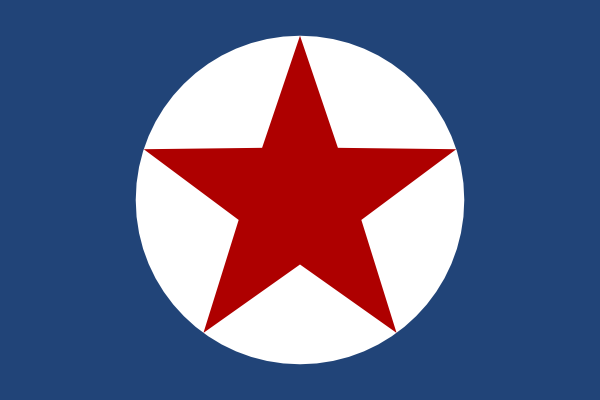
?チェコスロバキア海運会社の旗
?共産ユーゴスラビア時代のチェコスロバキア系人の旗
チェコスロバキア人民軍（英語版）軍旗